# Hénothéisme
L'hénothéisme (grec ancien εἷς θεός [heis theos], « un dieu ») décrit le culte prédominant rendu à un dieu particulier, tout en ne niant pas l'existence (ou l'existence possible) d'autres divinités, qui peuvent, selon le cas, bénéficier d'un culte de moindre importance (hénothéisme classique) ou non (cas particulier de la monolâtrie),. Friedrich Schelling (1775-1854) fut le premier à introduire ce concept, et Friedrich Welcker (1784-1868) l'a repris pour dépeindre une forme de monothéisme primitif qui apparaît progressivement chez les Grecs antiques au profit d'une divinité dominante (Zeus), au détriment d'un paganisme généralisé.

## Histoire du mot et apparition du concept voisin de kathénothéisme
Le néologisme d'hénothéisme a été forgé par Friedrich Schelling dans sa Philosophie der Mythologie und der Offenbarung (1842). Le mot sera souvent utilisé ensuite pour définir les religions polythéistes où un dieu exerce une suprématie incontestable sur les autres dieux et est considéré comme le père des autres, ou encore le monarque qui règne sur eux. Cette définition convient à merveille aux religions grecque et romaine, mais aussi à la religion mazdéenne, et ce, sans doute, même avant que la réforme zoroastrienne ne confirme la prééminence d'Ahura Mazda.
Max Müller (1823-1900), un philologue et orientaliste allemand, invente un concept proche, celui de kathénothéisme (grec ancien καθ' ἕνα θεόν [kath' hena theon], « Un par un dieu ») pour désigner une forme de croyance en une pluralité de dieux dans laquelle chacun d'entre eux joue successivement un rôle prédominant par rapport aux autres et reçoit un culte préférentiel, pendant ce temps. Müller a employé le terme en référence aux Védas, pour lesquels il explique que chaque déité est tour à tour suprême.
Dans ses travaux au cours des années 1870, Müller introduit une certaine confusion, en utilisant de façon interchangeable les deux termes, et finira par abandonner celui de « kathénothéisme » en 1882, constatant que « le mot hénothéisme, plus court, est le plus généralement accepté ».
Henri Clavier décrit le kathénothéisme comme une sorte de « rotation » du culte entre « plusieurs grands dieux ».
Dans l'hénothéisme des religions grecque et romaine, on trouve moins cette trace de cette rotation du culte entre divinités comme dans les religions indiennes, car il existe un culte prédominant à une divinité dominante. Toutefois, la pluralité des cultes selon les cités-États (chaque cité ayant sa divinité dominante) peut manifester dans son ensemble, une forme de kathénothéisme. De même, les cultes à mystères et cultes non-étatiques, ont chacun des divinités de prédilection qui peuvent changer selon les lieux et les époques.

## Autres exemples historiques
Selon Thomas Römer, la religion israélite ancienne est un hénothéisme, « le culte préférentiel d'une divinité ethnique parmi d'autres », car le monothéisme n'apparaît qu'au moment de l'Exil, dans les oracles du deuxième Isaïe et dans la dernière rédaction du Deutéronome (4:39) : « C'est Yahvé qui est Dieu, en haut dans le ciel et en bas sur la terre, et il n'y en a pas d'autre ». Certains historiens ou archéologues, comme Israël Finkelstein, affirment même que le judaïsme des origines prend sa source dans le polythéisme cananéen et fait d'une de ses divinités originelles le seul dieu choisi par le groupe. Le judaïsme serait alors un hénothéisme transformé plus tard (avec l'exil à Babylone ou avec l'émergence de la philosophie néoplatonicienne juive) en monothéisme.
Ralph Stehly dit, à propos de « la religion arabe traditionnelle », avant l'islam : « Il s'agissait d'un polythéisme, ou plutôt d'un hénothéisme (du grec hen = "un", par opposition à monos = "un seul") au niveau de chaque tribu, dans ce sens que chaque tribu avait une divinité particulière, différente de la divinité de la tribu voisine. Cependant les statuettes représentant ces divinités semblent avoir été rassemblées au sanctuaire central de l'Arabie, la Ka'ba, ce qui est le signe d'une certaine unité. ».